# Supercopa António Livramento
La Supercopa de Portugal d'hoquei sobre patins masculina, coneguda des de la temporada 1998-99 com Supercopa António Livramento (en portuguès: Supertaça António Livramento) és una competició esportiva de clubs portuguesos d'hoquei sobre patins, creada la temporada 1982-83. De caràcter anual, està organitzada per la Federació Portuguesa de Patinatge.
La competició se celebra al principi de la temporada, normalment al mes de setembre o octubre. Hi participen el campió de la Lliga portuguesa i el campió o subcampió de la Copa de Portugal de la temporada anterior, disputant una final en una seu neutral. A partir de la temporada 1998-99, va passar a anomenar-se Supercopa Antonio Livramento, en honor d'António Livramento, considerat com un dels millors jugadors d'hoquei sobre patins de la història.
El dominador de la competició és el FC Porto amb vint-i-tres títols, seguit del SL Benfica amb vuit.

## Historial
| En negreta = Equip guanyador (1) = Nombre de campionats (pro.) = Prórroga (p.) = Penaltis Nota: Noms dels equips segons l'època |

| Edició  | Temporada | Data                                          | Campió                                        | Resultat                                      | Finalista                                     | Seu                                           | refs  |
| ------- | --------- | --------------------------------------------- | --------------------------------------------- | --------------------------------------------- | --------------------------------------------- | --------------------------------------------- | ----- |
| I       | 1982-83   | N/D                                           | Sporting CP (1)                               | 3-4 / 6-2                                     | SL Benfica                                    | Final a doble partit                          |       |
| II      | 1983-84   | N/D                                           | FC Porto (1)                                  | 6–8 / 7–2                                     | SL Benfica                                    | Final a doble partit                          |       |
| III     | 1984-85   | N/D                                           | FC Porto (2)                                  | [ Nota 1 ]                                    | Sporting CP                                   | Final a doble partit                          |       |
| IV      | 1985-86   | N/D                                           | FC Porto (3)                                  | 2-5 / 8-3                                     | AD Sanjoanense                                | Final a doble partit                          |       |
| V       | 1986-87   | N/D                                           | FC Porto (4)                                  | 7-4 / 5-7                                     | SL Benfica                                    | Final a doble partit                          |       |
| VI      | 1987-88   | N/D                                           | FC Porto (5)                                  | 6-0 / 3-7                                     | UD Oliveirense                                | Final a doble partit                          |       |
| VII     | 1988-89   | N/D                                           | FC Porto (6)                                  | 5-2 / 10-7                                    | Sporting CP                                   | Final a doble partit                          |       |
| VIII    | 1989-90   | N/D                                           | FC Porto (7)                                  | 7-2 / 3-7                                     | CD Paço de Arcos                              | Final a doble partit                          |       |
| IX      | 1990-91   | N/D                                           | FC Porto (8)                                  | 8-3 / 4-6                                     | Sporting CP                                   | Final a doble partit                          |       |
| X       | 1991-92   | N/D                                           | FC Porto (9)                                  | 9-4 / 2-6                                     | SL Benfica                                    | Final a doble partit                          |       |
| XI      | 1992-93   | N/D                                           | SL Benfica (1)                                | 3-0 / 5-5                                     | OC Barcelos                                   | Final a doble partit                          |       |
| XII     | 1993-94   | N/D                                           | OC Barcelos (1)                               | 5-3 / 6-3                                     | SL Benfica                                    | Final a doble partit                          |       |
| XIII    | 1994-95   | N/D                                           | SL Benfica (2)                                | 13–4 / 4–0                                    | Sporting CP                                   | Final a doble partit                          |       |
| XIV     | 1997-98   | N/D                                           | FC Porto (10)                                 | [ Nota 2 ]                                    | OC Barcelos                                   | Final a doble partit                          |       |
| XV      | 1996-97   | N/D                                           | SL Benfica (3)                                | 1-1 / 4-1                                     | UD Oliveirense                                | Final a doble partit                          |       |
| XVI     | 1998-99   | N/D                                           | FC Porto (11)                                 | 8-6 (pro.)                                    | SL Benfica                                    | Final a doble partit                          |       |
| XVII    | 1999-00   | N/D                                           | OC Barcelos (2)                               | 6-3 / 8-6                                     | FC Porto                                      | Final a doble partit                          |       |
| XVIII   | 2000-01   | N/D                                           | FC Porto (12)                                 | 2-2 / 5-4                                     | SL Benfica                                    | Final a doble partit                          |       |
| XIX     | 2001-02   | N/D                                           | SL Benfica (4)                                | 1–0 / 2–2                                     | OC Barcelos                                   | Final a doble partit                          |       |
| XX      | 2002-03   | N/D                                           | SL Benfica (5)                                | 2–2 / 12–4                                    | FC Porto                                      | Final a doble partit                          |       |
| XXI     | 2003-04   | N/D                                           | OC Barcelos (3)                               | 2–2 / 3–1                                     | FC Porto                                      | Final a doble partit                          |       |
| XXII    | 2004-05   | N/D                                           | OC Barcelos (4)                               | 3-6 / 6-3 (2-1, p.)                           | FC Porto                                      | Final a doble partit                          |       |
| XXIII   | 2005-06   | N/D                                           | FC Porto (13)                                 | 2-2 / 5–2                                     | SL Benfica                                    | Final a doble partit                          |       |
| XXIV    | 2006-07   |                                               | FC Porto (14)                                 | 4–2                                           | Juventude de Viana                            | Pavilhão Municipal da Barcelos                |       |
| XXV     | 2007-08   | 22-09-2007                                    | FC Porto (15)                                 | 5–1                                           | HA Cambra                                     | Porto                                         |       |
| XXVI    | 2008-09   |                                               | FC Porto (16)                                 | 6–2                                           | HC Braga                                      | Ponte de Lima                                 |       |
| XXVII   | 2009-10   |                                               | FC Porto (17)                                 | 6–4                                           | SL Benfica                                    | Ponte de Lima                                 |       |
| XXVIII  | 2010-11   |                                               | SL Benfica (6)                                | 8–4                                           | FC Porto                                      | Coimbra                                       |       |
| XXIX    | 2011-12   |                                               | FC Porto (18)                                 | 4–1                                           | UD Oliveirense                                | Ponte de Lima                                 |       |
| XXX     | 2012-13   |                                               | SL Benfica (7)                                | 9–5                                           | UD Oliveirense                                | Paredes                                       |       |
| XXXI    | 2013-14   | 19-10-2013                                    | FC Porto (19)                                 | 5–4                                           | UD Oliveirense                                | Pavilhão Mário Mexia, Coimbra                 |       |
| XXXII   | 2014-15   | 27-09-2014                                    | AD Valongo (1)                                | 7–5                                           | SL Benfica                                    | Pavilhão Mário Mexia, Coimbra                 |       |
| XXXIII  | 2015-16   | 27-09-2015                                    | Sporting CP (2)                               | 4–2                                           | SL Benfica                                    | Aljustrel                                     |       |
| XXXIV   | 2016-17   | 24-09-2016                                    | FC Porto (20)                                 | 13–7                                          | SL Benfica                                    | Pavilhão Municipal da Mealhada                | [ 5 ] |
| XXXV    | 2017-18   | 14-12-2017                                    | FC Porto (21)                                 | 7–3                                           | SC Tomar                                      | Pavilhão de Desportos, Entroncamento          |       |
| XXXVI   | 2018-19   | 07-10-2018                                    | FC Porto (22)                                 | 4–1                                           | Sporting CP                                   | Pavilhão Municipal da Mealhada                |       |
| XXXVII  | 2019-20   | 05-10-2019                                    | FC Porto (23)                                 | 6–4                                           | UD Oliveirense                                | Pavilhão Mário Mexia, Coimbra                 | [ 4 ] |
|         | 2020-22   | Edicions suspeses per la pandèmia de covid-19 | Edicions suspeses per la pandèmia de covid-19 | Edicions suspeses per la pandèmia de covid-19 | Edicions suspeses per la pandèmia de covid-19 | Edicions suspeses per la pandèmia de covid-19 |       |
| XXXVIII | 2022-23   | 10-09-2022                                    | SL Benfica (8)                                | 4–2                                           | FC Porto                                      | Pavilhão Municipal da Barcelos                | [ 6 ] |
| XXXIX   | 2023-24   | 23-09-2023                                    | SL Benfica (9)                                | 4–1                                           | SC Tomar                                      | Pavilhão Municipal Cidade de Tomar            | [ 7 ] |
| XL      | 2024-25   | 19-10-2024                                    | OC Barcelos (5)                               | 3-2                                           | FC Porto                                      | Pavilhão Multiusos de Odivelas                | [ 8 ] |

1. ↑  L'Sporting CP va renunciar a jugar.
2. ↑  L'OC Barcelos va renunciar a jugar.

## Palmarès
| Equip                             | Campió | Subcampió | Finals | Anys campió | Anys subcampió                                                                                             |
| --------------------------------- | ------ | --------- | ------ | --- | --- |
| Futebol Clube do Porto            | 23     | 7         | 30     | 1983-84, 1984-85, 1985-86, 1986-87, 1987-88, 1988-89, 1989-90, 1990-91, 1991-92, 1996-97, 1998-99, 2000-01, 2005-06, 2006-07, 2007-08, 2008-09, 2009-10, 2011-12, 2013-14, 2016-17, 2017-18, 2018-19, 2019-20 | 1999-00, 2002-03, 2003-04, 2004-05, 2010-11, 2022-23, 2024-25                                              |
| Sport Lisboa e Benfica            | 9      | 12        | 21     | 1992-93, 1994-95, 1996-97, 2001-02, 2002-03, 2010-11, 2012-13, 2022-23, 2023-24 | 1982-83, 1983-84, 1986-87, 1991-92, 1993-94, 1998-99, 2000-01, 2005-06, 2009-10, 2014-15, 2015-16, 2016-17 |
| Óquei Clube de Barcelos           | 5      | 3         | 8      | 1993-94, 1999-00, 2003-04, 2004-05, 2024-25 | 1992-93, 1996-97, 2001-02                                                                                  |
| Sporting Clube de Portugal        | 2      | 5         | 7      | 1982-83, 2015-16 | 1984-85, 1988-89, 1990-91, 1994-95, 2018-19                                                                |
| Associação Desportiva de Valongo  | 1      | 0         | 1      | 2014-15 | — |
| União Desportiva Oliveirense      | 0      | 6         | 6      | — | 1987-88, 1996-97, 2011-12, 2012-13, 2013-14, 2019-20                                                       |
| Sporting Clube de Tomar           | 0      | 2         | 2      | — | 2017-18, 2023-24                                                                                           |
| Associação Desportiva Sanjoanense | 0      | 1         | 1      | — | 1985-86 |
| Clube Desportivo Paço de Arcos    | 0      | 1         | 1      | — | 1989-90 |
| Associação Juventude de Viana     | 0      | 1         | 1      | — | 2006-07 |
| Hóquei Académico de Cambra        | 0      | 1         | 1      | — | 2007-08 |
| Hóquei Clube de Braga             | 0      | 1         | 1      | — | 2008-09 |